# 巴德·阿尔珀
巴德·阿尔珀（英語：Bud Alper，1930年8月24日—2012年12月19日）美国音频工程师。他曾2次提名奥斯卡最佳音响效果奖。

## 部分影视作品
- 洛奇  (1976)[1]
- 鹰狼传奇 (1985)[2]